# بيتر ستبينجز
بيتر ستبينجز هو منتج أفلام وكاتب سيناريو ومخرج وممثل كندي، ولد في 28 فبراير 1971 بفانكوفر في كندا.

## أعمال

### أفلام
- (2002) كا-19 صانعة الأرامل[4]
- (2011) المخلدون[5][6]

### مسلسلات
- الملفات الغامضة
- قارئ الأفكار
- نزل بيتس[7]

## وصلات خارجية
- بيتر ستبينجز على موقع IMDb (الإنجليزية)
- بيتر ستبينجز على موقع ألو سيني (الفرنسية)
- بيتر ستبينجز على موقع أول موفي (الإنجليزية)
- بيتر ستبينجز على موقع قاعدة بيانات الأفلام السويدية (السويدية)
- بيتر ستبينجز على موقع إن إن دي بي (الإنجليزية)
- بيتر ستبينجز على موقع قاعدة بيانات الفيلم (الإنجليزية)
- بيتر ستبينجز على موقع كينوبويسك (الروسية)